# Elephant (band)
Elephant is een Nederlandse indieband uit Rotterdam. De band bestaat uit Frank Schalkwijk (zang, gitaar), Michael Broekhuizen (zang, gitaar), Bas Vosselman (zang, basgitaar, gitaar) en Kaj van Driel (drums).
In het voorjaar van 2022 werd het album Big Thing uitgebracht. Dit album werd opgenomen in samenwerking met Pablo van de Poel, van rockband DeWolff. Van dit album verschenen de singles Calling en Hometown.

## 3FM Talent
In mei 2022 werd de band uitgeroepen tot 3FM Talent.

## Discografie

### Albums
| Album met eventuele hitnotering(en) in de Nederlandse Album Top 100 | Datum van verschijnen | Datum van binnenkomst | Hoogste positie | Aantal weken | Opmerkingen |
| ------------------------------------------------------------------- | --------------------- | --------------------- | --------------- | ------------ | ----------- |
| Big Thing                                                           | 27-05-2022            | -                     |                 |              |             |
| Shooting for the moon                                               | 15-09-2023            | 23-09-2023            | 25              | 1            |             |
| III                                                                 | 28-03-2025            | -                     |                 |              |             |

### Singles
| Single met eventuele hitnotering(en) in de Nederlandse Top 40 | Datum van verschijnen | Datum van binnenkomst | Hoogste positie | Aantal weken | Opmerkingen |
| ------------------------------------------------------------- | --------------------- | --------------------- | --------------- | ------------ | ----------- |
| Calling                                                       | 29-10-2021            | -                     |                 |              |             |
| Medicine                                                      | 26-01-2022            | -                     |                 |              |             |
| Hometown                                                      | 18-03-2022            | -                     |                 |              |             |